# Andrzej Sobieraj
Andrzej Adam Sobieraj (ur. 10 listopada 1956 w Poznaniu) – polski dowódca wojskowy, generał brygady Wojska Polskiego.

## Życiorys
Urodził się 10 listopada 1956 w Poznaniu, w rodzinie Jerzego, oficera Wojska Polskiego, i Bożeny z Pawlickich.
W latach 1977–1981 był podchorążym Wyższej Szkoły Oficerskiej Wojsk Pancernych w Poznaniu. W 1981 został mianowany podporucznikiem i przydzielony do 17 pułku zmechanizowanego w Międzyrzeczu na stanowisko dowódcy plutonu czołgów średnich. Po trzech latach awansował na porucznika i został dowódcą kompanii czołgów średnich. We wrześniu 1985 został szefem sztabu-zastępcą dowódcy batalionu czołgów. W 1986 ukończył sześciomiesięczny Wyższy Kurs Doskonalenia Oficerów w Centrum Doskonalenia Oficerów w Rembertowie. We wrześniu 1987 został dowódcą batalionu czołgów średnich 17 pułku zmechanizowanego w Międzyrzeczu.
30 września 1988 rozpoczął studia w Akademii Sztabu Generalnego w Rembertowie na kierunku ogólnowojskowym. Od 1 października 1990 kontynuował studia w Akademii Obrony Narodowej w Rembertowie na tym samym kierunku. 16 sierpnia 1991, po ukończeniu studiów, powrócił do macierzystego pułku w Międzyrzeczu i przez kolejny rok pełnił obowiązki szefa sztabu-zastępcy dowódcy pułku. Pod koniec sierpnia 1992 został zatwierdzony na stanowisku szefa sztabu-zastępcy dowódcy pułku. W 1993 ukończył kurs kandydatów na dowódców pułków zmechanizowanych. 17 sierpnia 1994 objął dowództwo 18 pułku zmechanizowanego w Wędrzynie, a 30 października 1995 dowództwo 15 Wielkopolskiej Brygady Kawalerii Pancernej w Wędrzynie. Na stanowisku dowódcy brygady awansował na podpułkownika (1998) i pułkownika (2000). 30 kwietnia 2003 został przeniesiony na stanowisko zastępcy dowódcy 17 Wielkopolskiej Brygady Zmechanizowanej w Międzyrzeczu. 3 stycznia 2005 został szefem sztabu 11 Lubuskiej Dywizji Kawalerii Pancernej w Żaganiu. Od 3 października 2006 do 29 czerwca 2007 był słuchaczem Podyplomowych Studiów Polityki Obronnej w Akademii Obrony Narodowej w Rembertowie.
1 lipca 2007 objął dowództwo 34 Brygady Kawalerii Pancernej w Żaganiu. Na tym stanowisku 15 sierpnia 2007 Prezydent RP Lech Kaczyński mianował go na stopień generała brygady. 14 marca 2011 został zastępcą dowódcy 11 Lubuskiej Dywizji Kawalerii Pancernej w Żaganiu. W 2012 został przeniesiony do rezerwy. W latach 1980–1990 był członkiem Polskiej Zjednoczonej Partii Robotniczej. Mieszka w Wędrzynie.

## Ordery i odznaczenia
- Złoty Krzyż Zasługi (2 lipca 1997)[2]
- Srebrny Krzyż Zasługi (14 kwietnia 1993)[3]
- Złoty Medal „Siły Zbrojne w Służbie Ojczyzny” (2006)
- Srebrny Medal „Siły Zbrojne w Służbie Ojczyzny” (1991)
- Brązowy Medal „Siły Zbrojne w Służbie Ojczyzny” (1986)
- Złoty Medal „Za Zasługi dla Obronności Kraju” (2000)
- Srebrny Medal „Za Zasługi dla Obronności Kraju” (1994)
- Brązowy Medal „Za Zasługi dla Obronności Kraju” (1987)